# Bons Aires
|  | No s'ha de confondre amb Buenos Aires. |

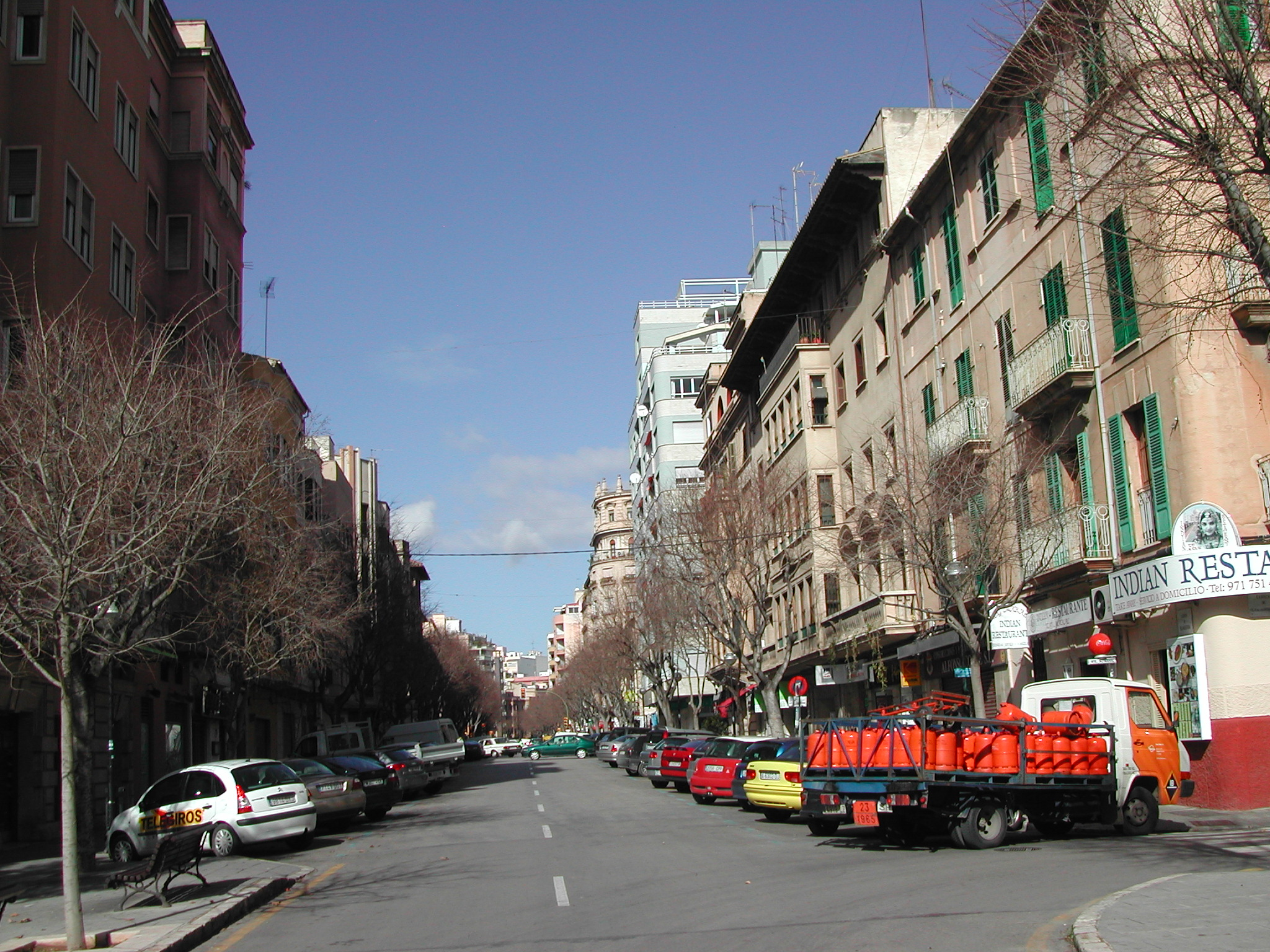
El Carrer de Blanquerna.

El barri de Bons Aires és un barri de la ciutat de Mallorca situat al districte nord, el qual forma part del primer eixamplament de la ciutat. Limita per les Avingudes amb el centre, pel carrer del 31 de desembre i la carretera de Sóller amb els barris de l'Arxiduc i de la Plaça de Toros, pels carrers del Poeta Guillem Colom, de l'Emperadriu Eugènia, del Molí den Perot i d'Anselm Turmeda amb el Camp Redó i per la Riera, amb el barri del Fortí. Al barri hi podem trobar el parc de la Riera, un dels principals de la ciutat.
Els comerços que hi proliferen més són els de roba i sabates.
El punt neuràlgic del barri és la plaça de Santa Pagesa, un punt de trobada dels veïnats de la zona. Aquesta plaça està situada en l'encreuament dels carrers de Blanquerna i d'Ausiàs March. Abans estava totalment oberta al trànsit, però d'ençà que s'hi han construït uns aparcaments, s'ha empedrat i s'hi ha col·locat un parc per a l'esbargiment dels infants.
El barri abasta també la coneguda popularment com a plaça del Tub, que se situa enmig dels instituts de Joan Alcover i de Ramon Llull, de l'Escola de Disseny i de l'edifici de sa Riera de la UIB.